# Hey Monday
Hey Monday – amerykański zespół grający pop-rock. Członkowie pochodzą z West Plam Beach i Florydy.

## Historia
Cassadee Pope, obecna wokalistka zespołu, została odkryta przez Richarda Reinesa z Drive-Thru Records. Kiedy miała 17 lat podpisała kontrakt pod pseudonimem „Blake”.
Ich debiutancki album Hold on Tight został wydany 7 października 2008 przez Decaydance Records i Columbia Records. Ich pierwszy singiel Homecoming był dołączony do CitizensFOBs’ mix-tape’u Welcome To The New Administration. Cassadee użyczyła swojego głosu w piosence „Take My Hand” zespołu The Cab na mixtape’ie. Zobaczyć ją mogliśmy w teledysku Fall Out Boy: „America’s Suitehearts”. Hey Monday było supportem Fall Out Boy w 2009 na ich tournée, które miało miejsce w Wielkiej Brytanii i wielu miejscach w Europie i także w Japonii, Singapurze, Filipinach, Malezji, Australii i Nowej Zelandii. Hey Monday wystąpił też w tournée Believers Never Die (Part Deux) w kwietniu i maju 2009 razem z Fall Out Boy, Cobra Starship, All Time Low i Metro Station. Zespół został dodany do Lineup'u The 2009 Bamboozle show w East Rutherford w stanie New Jersey.

## Skład zespołu
Obecny
- Cassadee Pope – wokal, instrumenty klawiszowe, gitara
- Mike Gentile – gitara prowadząca
- Alex Lipshaw – gitara
- Pat McKenzie – perkusja

Byli członkowie
- Petie Pizarro – gitara basowa, drugi wokal
- Elliot James – perkusja
- Michel "Jersey" Morianity' – gitara basowa

## Dyskografia
Albumy
- Hold on Tight (2008)
- Beneath It All EP (2010)
- Candles EP (2011)
- Christmas EP (2011)

Składanki
- Welcome To The New Administration (2008)

Single
- "Homecoming" (2008)
- "How You Love Me Now" (2009)
- "I Don't Wanna Dance" (2010)
- "Candles" (2011)